# 谢拉德埃瓜斯
谢拉德埃瓜斯，是西班牙安达卢西亚自治区马拉加省的一个市镇。 总面积86平方公里，总人口3260人（2001年），人口密度38人/平方公里。